# Колдромб (Куявсько-Поморське воєводство)
Колдромб (пол. Kołdrąb, нім. Koldromb) — село в Польщі, у гміні Яновець-Велькопольський Жнінського повіту Куявсько-Поморського воєводства.
Населення — 191 особа (2011).
У 1975-1998 роках село належало до Бидгощського воєводства.

## Демографія
Демографічна структура станом на 31 березня 2011 року:
|          | Загалом | Допрацездатний вік | Працездатний вік | Постпрацездатний вік |
| -------- | ------- | ------------------ | ---------------- | -------------------- |
| Чоловіки | 106     | 35                 | 59               | 12                   |
| Жінки    | 85      | 22                 | 45               | 18                   |
| Разом    | 191     | 57                 | 104              | 30                   |